# セイコー社
株式会社セイコー社（せいこーしゃ、Seiko-GIS Co., Ltd.）は、かつて愛媛県松山市に本社を置いた住宅地図メーカー。セイコーグループとは無関係。

## 沿革
- 1960年（昭和35年） - 精工社として創業する。
- 1963年（昭和38年） - 有限会社となる。
- 1974年（昭和49年） - 株式会社となり、セイコー社に社名変更。
- 2016年（平成28年）
  - 8月20日 - 創業者の郷田巖死去。
  - 8月31日 - 営業停止、全従業員解雇[1][2]。
  - 9月30日 - 松山地方裁判所から破産手続開始決定を受ける。負債額は約4億円[3]。
- 2018年（平成30年）8月20日 - 法人格消滅。

## 内容
四国四県の住宅地図「はい・まっぷ」の製作・発行のほか、国土地理院発行の地形図など各種地図の販売を行っていた。本社がある愛媛県では最大手のゼンリンを上回るシェアを誇っていた。
インターネットの普及による需要減少や大手社との競合により経営が悪化。少なくとも2008年から8期連続で純損益が赤字で、大幅な債務超過にあった。